# Joy Cove
Joy Cove ist eine Bucht des Atlantischen Ozeans auf der Grenze von Hancock County und Washington County im US-Bundesstaat Maine. Sie befindet sich 2,1 Kilometer südwestlich von Steuben und 5,2 Kilometer nordöstlich von Gouldsboro. Die Joy Cove gehört zur 2,4 Kilometer langen Joy Bay und bildet deren nordwestliche Seitenbucht. Östlich von ihr befindet sich Baker Cove und Steuben Harbor. In die Bucht mündet der Whitten Perritt Stream.